# Karabin Typ 88
Typ 88 (QBU-88) – chiński samopowtarzalny karabin wyborowy. Ma zastąpić karabiny wyborowe Typ 85 (licencyjna wersja SWD).
Karabin Typ 88 jest bronią kalibru 5,8 × 42 mm, zbudowaną w układzie bullpup. Zasada działania oparta na odprowadzaniu gazów prochowych przez boczny otwór lufy (budowa prawdopodobnie analogiczna jak w karabinie Typ 95). Karabin jest zasilany z dziesięcionabojowych magazynków pudełkowych.